# Enid Peate
Enid May Meredith Peate, nascida Cartwright, (1883–1954) foi uma artista e artesã inglesa que produziu peças em latão e couro.

## Biografia
Peate nasceu na área de Willesden, em Londres, onde o seu pai era revisor oficial de contas. Ela estudou na Willesden School of Art e na Oswestry School of Art. Peate formou-se como professora de arte e, ao lado de sua carreira de professora, criou pinturas em aquarela, peças de bordado e peças artesanais em latão e couro. Expôs trabalhos na Liverpool Academy of Arts, no Liver Sketching Club e na Walker Art Gallery em Liverpool, que guarda exemplares do seu trabalho.
Em 1915 casou-se com Arthur Peate, um moleiro de Oswestry. O casal teve três filhos e mais tarde morou em Portmadoc, em Caernarfonshire.